# Sabine Schmolinsky
Sabine Schmolinsky (* 10. Oktober 1955 in Freiburg im Breisgau) ist eine deutsche Historikerin. Sie lehrte von 2009 bis 2024 als Professorin für Mittelalterliche Geschichte an der Universität Erfurt und befindet sich mittlerweile im Ruhestand. In der Fachwelt ist sie vor allem mit Arbeiten zu Selbstzeugnissen, Biographik und Historiographie hervorgetreten.

## Leben und Werk
Sabine Schmolinsky studierte an den Universitäten Münster und München Germanistik, Geschichte und Sozialkunde. An der Universität München war sie Wissenschaftliche Hilfskraft mit Lehrverpflichtung am Institut für Deutsche Philologie. In München wurde sie im Wintersemester 1987/88 bei Hans Fromm promoviert mit einer Studie zur frühen Rezeption Joachims von Fiore in Deutschland. In München war sie in einem DFG-Projekt über Handschriftenkatalogisierung beschäftigt.
Schmolinsky habilitierte sich in den Fachgebieten Mittelalterliche Geschichte und Historische Hilfswissenschaften an der Helmut-Schmidt-Universität in Hamburg mit einer Arbeit über Selbstzeugnisse im europäischen Mittelalter. Schmolinsky hatte eine Vertretung des Lehrstuhls für Mittelalterliche Geschichte an der Helmut-Schmidt-Universität. Seit 2009 lehrt sie als Professorin für Mittelalterliche Geschichte, Studienrichtung Europäische Geschichte, an der Universität Erfurt. Im Herbst 2019 wurde sie zur Dekanin der Philosophischen Fakultät in Erfurt gewählt.
Ihre Forschungsschwerpunkte sind die Geschichte des Politischen und der sozialen Ordnungen, die Selbstzeugnisse, Biographik, Historiographie, Geschichte der Wahrnehmung von Zeit und Raum, die Kulturgeschichte des Religiösen, die Geschlechtergeschichte und die Geschichte der handschriftlichen Überlieferung. In ihrer Dissertation untersuchte sie den Apokalypsen-Kommentar des norddeutschen Franziskaner-Laienbruders Alexander Minorita. Im deutschsprachigen Raum ist Schmolinsky bei der mediävistischen Selbstzeugnisforschung besonders hervorgetreten. Im Jahr 1999 erschien  der gemeinsam mit Klaus Arnold und Urs Martin Zahnd herausgegebene Sammelband „Das dargestellte Ich“. In ihrer 2012 veröffentlichten Habilitationsschrift Sich schreiben in  der  Welt des Mittelalters will sie die mediävistische Selbstzeugnisforschung durch Entwicklung tragfähiger Begriffe Kontur verleihen. Empirisch erkunden will sie die Begriffe „an ausgewählten Fällen, deren Orte und Kontexte in Zeit und Raum unterschiedlich sind und sein sollen“.
Sie ist Mitherausgeberin der Reihe Selbstzeugnisse des Mittelalters und der beginnenden Neuzeit. Sie ist Mitglied im Mediävistenverband, in der Historischen Kommission für Thüringen, im Verband der Historiker und Historikerinnen Deutschlands, im Arbeitskreis Historische Frauen- und Geschlechterforschung, im Deutschen Hochschulverband, im Verein für die Geschichte und Altertumskunde von Erfurt und in der Oswald von Wolkenstein-Gesellschaft.
Schmolinsky wurde 2019 mit dem Kommunikationspreis KAIROS für besonderes Engagement für Geschlechter- und Chancengerechtigkeit ausgezeichnet, unter anderem für ihre fast zehnjährige Tätigkeit als Gleichstellungsbeauftragte der Universität, bei der sie einen Kulturwandel in der Hochschule eingeleitet habe.

## Schriften (Auswahl)
Monographien
- Sich schreiben in der Welt des Mittelalters. Begriffe und Konturen einer mediävistischen Selbstzeugnisforschung (= Selbstzeugnisse des Mittelalters und der beginnenden Neuzeit. Bd. 4). Winkler, Bochum 2012, ISBN 978-3-89911-089-0.
- Der Apokalypsenkommentar des Alexander Minorita. Zur frühen Rezeption Joachims von Fiore in Deutschland (= Monumenta Germaniae historica. Studien und Texte. Bd. 3). Hahn, Hannover 1991, ISBN 3-7752-5403-X.

Herausgeberschaften
- mit Diana Hitzke, Heiner Stahl: Taktungen und Rhythmen. Raumzeitliche Perspektiven interdisziplinär. De Gruyter Oldenbourg, Berlin u. a. 2018, ISBN 3-11-045548-X.
- mit Christoph Bultmann, Jörg Rüpke: Religionen in Nachbarschaft. Pluralismus als Markenzeichen der europäischen Religionsgeschichte (= Vorlesungen des Interdisziplinären Forums Religion der Universität Erfurt. Bd. 8). Aschendorff, Münster 2012, ISBN 3-402-15848-5.
- mit Klaus Arnold, Urs Martin Zahnd: Das dargestellte Ich. Studien zu Selbstzeugnissen des späteren Mittelalters und der frühen Neuzeit (= Selbstzeugnisse des Mittelalters und der beginnenden Neuzeit. Bd. 1). Winkler, Bochum 1999, ISBN 3-930083-08-6.